# Gare de Sierre
La gare de Sierre est une gare ferroviaire suisse située à Sierre en Valais sur la ligne du Simplon. Cette gare fait partie du réseau RegionAlps.

## Histoire

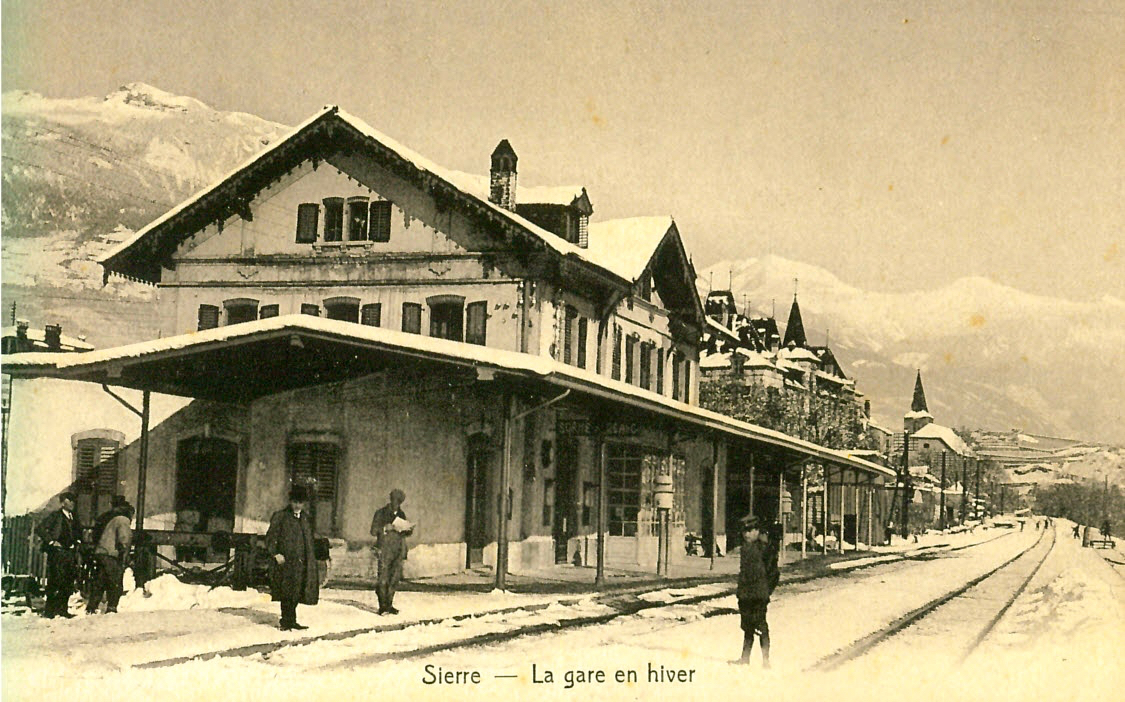
L'ancienne gare de Sierre vers 1910

Le premier train en provenance de la gare de Sion arrive en gare de Sierre le 6 septembre 1868. Comme bien des gares du Valais celle de Sierre n'était pas pensée pour l'arrivée des trains, laissant les voyageurs et les marchandises à l'air libre, sans abris. Comme la gare de Sion, celle de Sierre fut construite en 1878 par la Compagnie de la Ligne d'Italie. La ligne fut ouverte au trafic commercial le 15 avril 1868. Le Bâtiment des voyageurs de la gare est agrandie une première fois en 1909. En 1949, 400 000 frs sont investis pour la rénovation de la gare et également en 1965, avec création d'un nouveau quai et d'un passage sous-voie, ainsi qu'une petite salle d'attente sur le quai 2 en 1967. En 1996, la gare fut entièrement renouvelée et agrandie. Située entre la ville au nord et la Plaine Bellevue au sud, le nouveau bâtiment a été construit à l'emplacement de l'ancien. Il se compose d'un étage sur rez et il est implanté parallèlement aux voies.

## Services
Un service de vente de billets au guichet est effectif en gare de Sierre. Elle dispose également d'un distributeur de billet à écran tactile. Elle offre la possibilité d'un dépôt de bagages pour l'Aéroport international de Zurich. On y trouve également un magasin  migrolino et un kiosque.

## Liaisons
- Sierre - Val d'Anniviers par CarPostal (Vissoie, Saint-Luc, Chandolin; Ayer, Zinal; Saint-Jean, Grimentz)
- Sierre - Chalais - Vercorin par CarPostal
- Sierre - Crans-Montana par la Compagnie de Chemin de Fer et d'Autobus Sierre - Montana - Crans SA.
- Sierre - Bus sierrois, service de transports publics de la ville de Sierre. Quatre lignes:
  - Ligne 1: Noës École, direction Glarey - Ile Falcon jusqu'à Chalais
  - Ligne 2: Hôtel de Ville - CFF, direction Muraz
  - Ligne 3: Gare CFF - Centre ville
  - Ligne 4: Hôtel de Ville - CFF, direction Sous-Géronde - Techno-Pôle
- Sierre - Sion, ligne de plaine par les villages de Bramois, St-Léonard, Granges, Grône, Réchy, Chalais, Chippis et Noës.